# ثيتي مهايوتروك
ثيتي مهايوتروك (بالتيلاندية: ธิติ มหาโยธารักษ์؛ يعرف عادة بإسمه الفني بانك) هو ممثل تايلاندي من مواليد 19 نوفمبر 1996، في محافظة خون كاين، تايلاند. شارك في العديد من المسلسلات التايلاندية أبرزها هرمنات: السلسلة [الإنجليزية](2014-2015)
وخوف سن الثلاثة عشرة [التايلاندية](2014).

## السيرة الفنية
بانك ظهر لأول مرة في المسلسل هرمنات: السلسلة [الإنجليزية] الموسم الثاني عام 2014. وقد أظهر موهبته في التمثيل.

### الأفلام
May Who:2015

## وصلات خارجية
- ثيتي مهايوتروك على موقع IMDb (الإنجليزية)
- ثيتي مهايوتروك على موقع قاعدة بيانات الفيلم (الإنجليزية)

- http://i.instagram.com/bank_thiti/
- LOVETHITI.NET